# Jindingshan
Jindingshan (kinesiska: 金鼎山, 金鼎山镇) är en köping i Kina. Den ligger i provinsen Guizhou, i den sydvästra delen av landet, omkring 120 kilometer norr om provinshuvudstaden Guiyang. Antalet invånare är 26820. Befolkningen består av 13 164 kvinnor och 13 656 män. Barn under 15 år utgör 20,0 %, vuxna 15-64 år 69 %, och äldre över 65 år 10,0 %.